# Kenton (stacja kolejowa)
Kenton – naziemna stacja kolejowa zarządzana przez Metro londyńskie i leżąca na linii Bakerloo Line. Używa jej także London Overground, którego pociągi stają tu na trasie z dworca Euston do Watford.